# 海斯克羅辛 (喬治亞州)
海斯克羅辛（英語：Hayes Crossings）是位於美國喬治亞州斯蒂芬斯縣的一個非建制地區。該地的面積和人口皆未知。

## 地理
海斯克羅辛的座標為34°31′52″N 83°17′36″W / 34.53111°N 83.29333°W，而該地的平均海拔高度為288米（即945英尺）。